# Vladimir Belusov
Vladimir Pavlovič Belusov (rusko Владимир Павлович Белоусов), ruski smučarski skakalec, * 14. julij 1946, Vsevoložsk, Sovjetska zveza.
Belusov je nastopil na Zimskih olimpijskih igrah 1968 v Grenobli, kjer je presenetljivo osvojil naslov olimpijskega prvaka na veliki skakalnici in osmo mesto na srednji. Je edini sovjetski dobitnik olimpijske medalje v smučarskih skokih. Na Svetovnem prvenstvu 1970 je osvojil šesto mesto na srednji skakalnici.